# Zgaga (dramat)
Zgaga – dramat autorstwa Ewy Madeyskiej, opublikowany w 2012 roku i jeszcze w tym samym roku zakwalifikowany do finału Gdyńskiej Nagrody Dramaturgicznej. W 2015 sztuka została zekranizowana w ramach projektu "Teatroteka", realizowanego przez Wytwórnię Filmów Dokumentalnych i Fabularnych. 

## Opis fabuły
Osią fabuły jest rozmowa u Kuratorki, na którą wezwani zostali Mąż (Tadeusz) i Żona (Helena). Powodem jest niepokojące zachowanie ich szesnastoletniej córki Zuzanny, która ciągle udaje psa. W miarę jak urzędniczka stara się poznać prawdziwą sytuację panującą wewnątrz tej bardzo szacownej na pozór rodziny, odsłaniają się przed nią kolejne problemy i zaburzenia, po części dziedziczone wręcz z pokolenia na pokolenie. Ukazaniu kolejnych obrazków z życia rodziny służą liczne retrospekcje. Całość ociera się w swojej stylistyce o absurd i surrealizm.

## Inscenizacje
W realizacji telewizyjnej z 2015 roku, wyreżyserowanej przez Katarzynę Szyngierę, wystąpili Krzysztof Dracz (Mąż), Ewa Skibińska (Żona), Marta Ojrzyńska (Kuratorka), Maria Kania (Zuzanna) oraz Jolanta Olszewska (Matka Męża).